# Marcos Antonio Serrano Rodríguez
Marcos Antonio Serrano Rodríguez (Redondela, Pontevedra, 8 de setembre de 1972) és un ciclista espanyol, professional des del 1993 i fins al 2007.
Marcos Serrano va debutar com a professional el 1993 a l'equip Kelme. La seva principal victòria l'aconseguí amb una etapa del Tour de França del 2005.
Al Giro d'Itàlia de 2006, va abandonar la cursa la nit del 19 de maig (12a etapa), després de trobar-se malalt a l'hotel després del sopar. En el comunicat de l'equip es va especificar que tenia febre alta i episodis de vòmits, i va ser enviat d'urgència a l'hospital de Tortona, on va estar dos dies. Això no obstant, al seu retorn a Espanya va estar ingressat 10 dies en un hospital de Vigo, a causa d'una intoxicació medicamentosa, segons es va informar a la Guàrdia Civil. A les primeres hores de la malaltia, la dona de Serrano va enviar un SMS al doctor Eufemiano Fuentes demanant-li explicacions sobre el mal del seu marit.
Poc després es va veure implicat en l'Operació Port, sent identificat per la Guàrdia Civil com a client de la xarxa de dopatge liderada per Eufemiano Fuentes amb els noms en clau Alcalde, MS i SRR. Quan els investigadors li van preguntar al corredor per la malaltia que havia sofert, el ciclista es va negar a col·laborar, argumentant que havia sigut víctima d'un virus. Serrano no fou sancionat per la Justícia espanyola en no ser el dopatge un delicte a Espanya en aquell moment, i tampoc va rebre cap sanció en negar-se el jutge instructor del cas a facilitar als organismes esportius internacionals (AMA, UCI) les proves que demostrarien la seva implicació com a client de la xarxa de dopatge.
El 2007, va fitxar pel Karpin Galicia on va passar la seva darrera temporada com a professional.

## Palmarès
- 1998
  - 1r a la Clàssica del Ports
- 1999
  - 1r a la Volta a Galícia i vencedor d'una etapa
- 2001
  - 1r a la Volta a Castella i Lleó
- 2004
  - 1r a la Milà-Torí
- 2005
  - Vencedor d'una etapa del Tour de França

### Resultats a la Volta a Espanya
- 1994. 41è de la classificació general.
- 1995. 11è de la classificació general.
- 1996. 11è de la classificació general.
- 1997. 8è de la classificació general.
- 1998. 10è de la classificació general.
- 1999. 34è de la classificació general.
- 2001. Abandona.
- 2002. 38è de la classificació general
- 2003. 14è de la classificació general
- 2004. 12è de la classificació general.
- 2005. 18è de la classificació general.

### Resultats al Giro d'Itàlia
- 1997. 8è de la classificació general
- 2006. Abandona

### Resultats al Tour de França
- 1998. Abandona
- 1999. 25è de la classificació general
- 2000. Abandona
- 2001. 9è de la classificació general
- 2002. 33è de la classificació general
- 2003. 68è de la classificació general
- 2004. 54è de la classificació general
- 2005. 40è de la classificació general